# Voeger

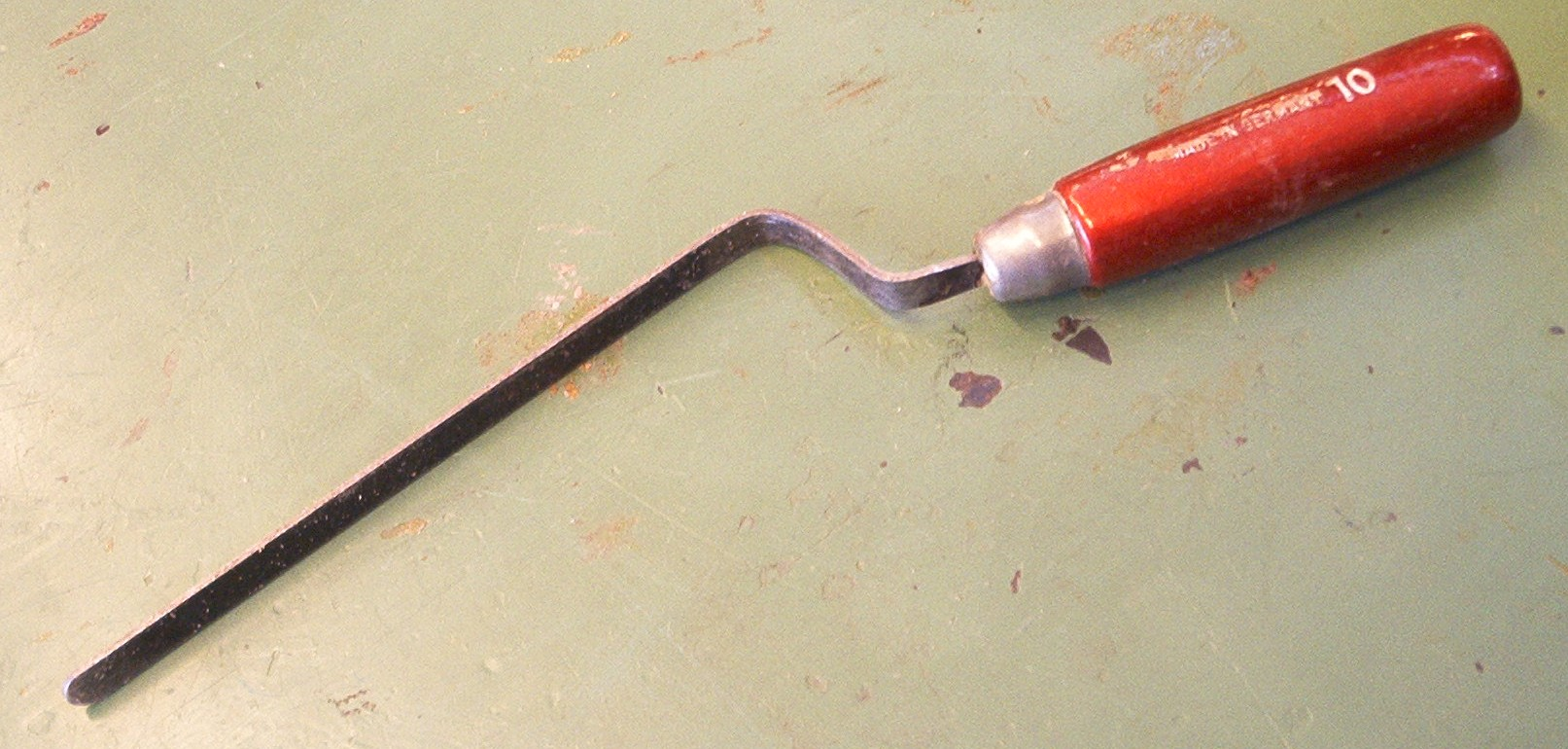
Voegspijker

Voegwerk

Een voeger is een vakman die zich speciaal heeft toegelegd op afwerken van voegen in het metselwerk. Een speciale opleiding hiervoor is vereist. Meestal wordt het beroep van voeger in combinatie met de kennis en kunde van gevelrenovatie, aangeleerd via een bedrijfsinterne opleiding van 6 maanden. 
Voegen doet men alleen bij zogenaamd schoon metselwerk. Dat zijn netjes gemetselde muren, waarvan de stenen in het zicht blijven (schoon blijven van stucwerk e.d.). Nadat de metselaar de muren van een gebouw "op hoogte" heeft, dat wil zeggen klaar is met metselen, inclusief het uitkrabben van de voegen, komt de voeger.
Deze begint bovenaan met het schoonborstelen van de muur met verdund zoutzuur en spoelt de stenen af met (veel) water. Hij werkt dus van boven naar beneden. Als de muur voldoende droog is begint hij eerst de met de stootvoegen in te zetten met een korte voegspijker, waarna hij de lintvoegen inzet met een lange voegspijker.
De voegen kunnen op verschillende manieren worden afgewerkt:
- platvol
- geborsteld
- gesneden
- als schaduwvoeg

Het esthetisch effect van het voegwerk kan beïnvloed worden door bijmenging van duinzand met witte cement, grijze cement, kleurstof,... Ook wordt er wel met wit zand gewerkt voor (bijna) witte voegen.

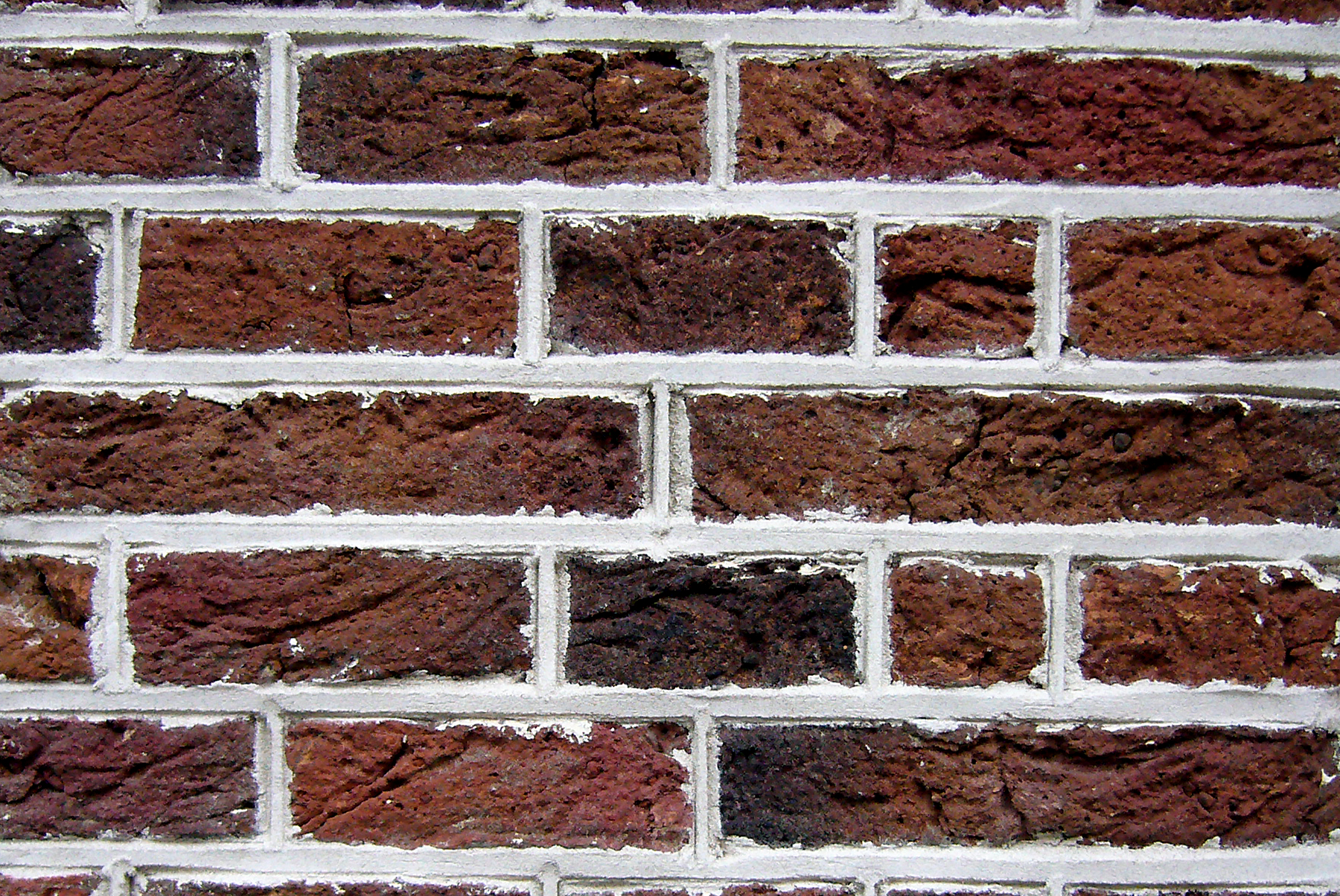
gesneden
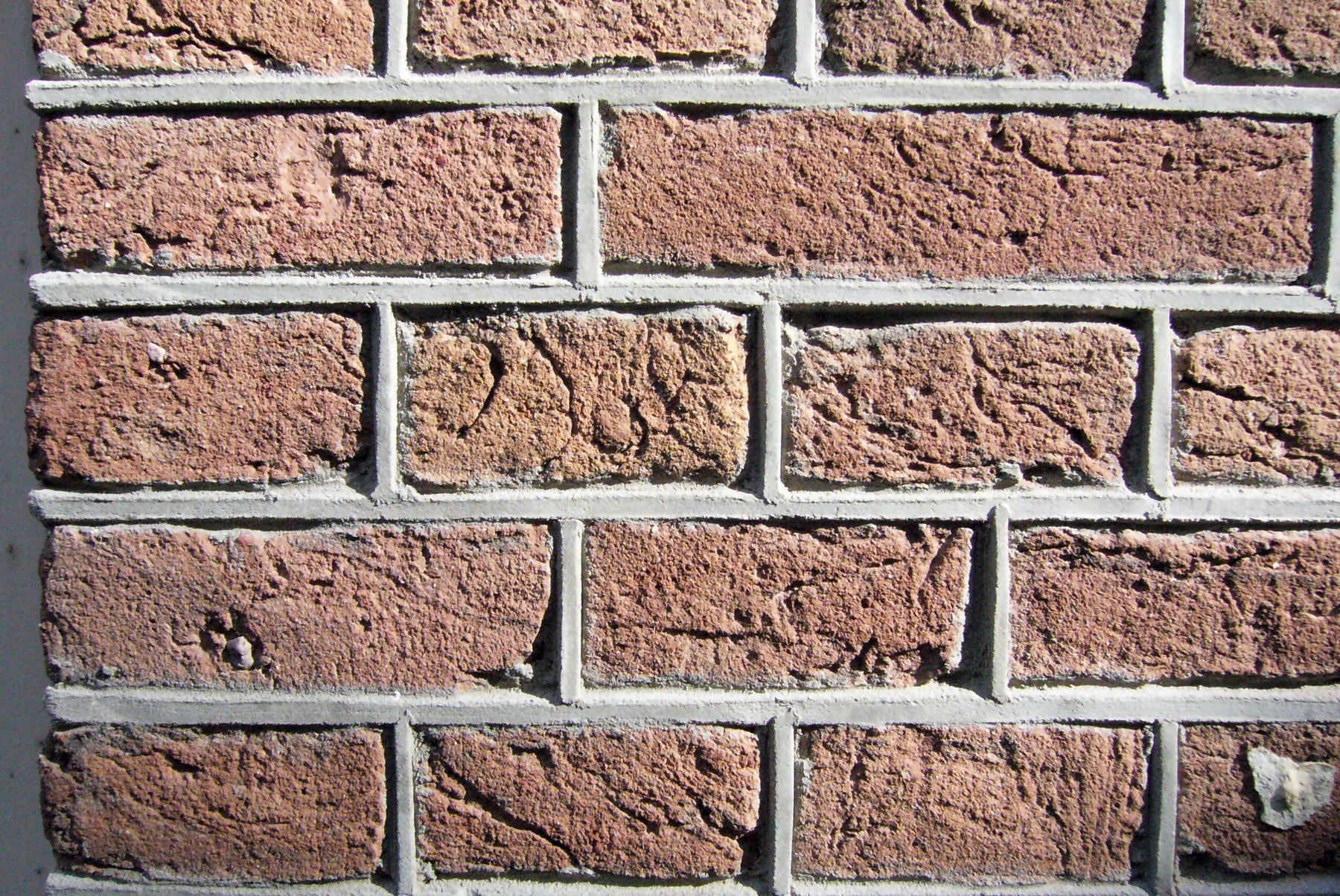
geknipt
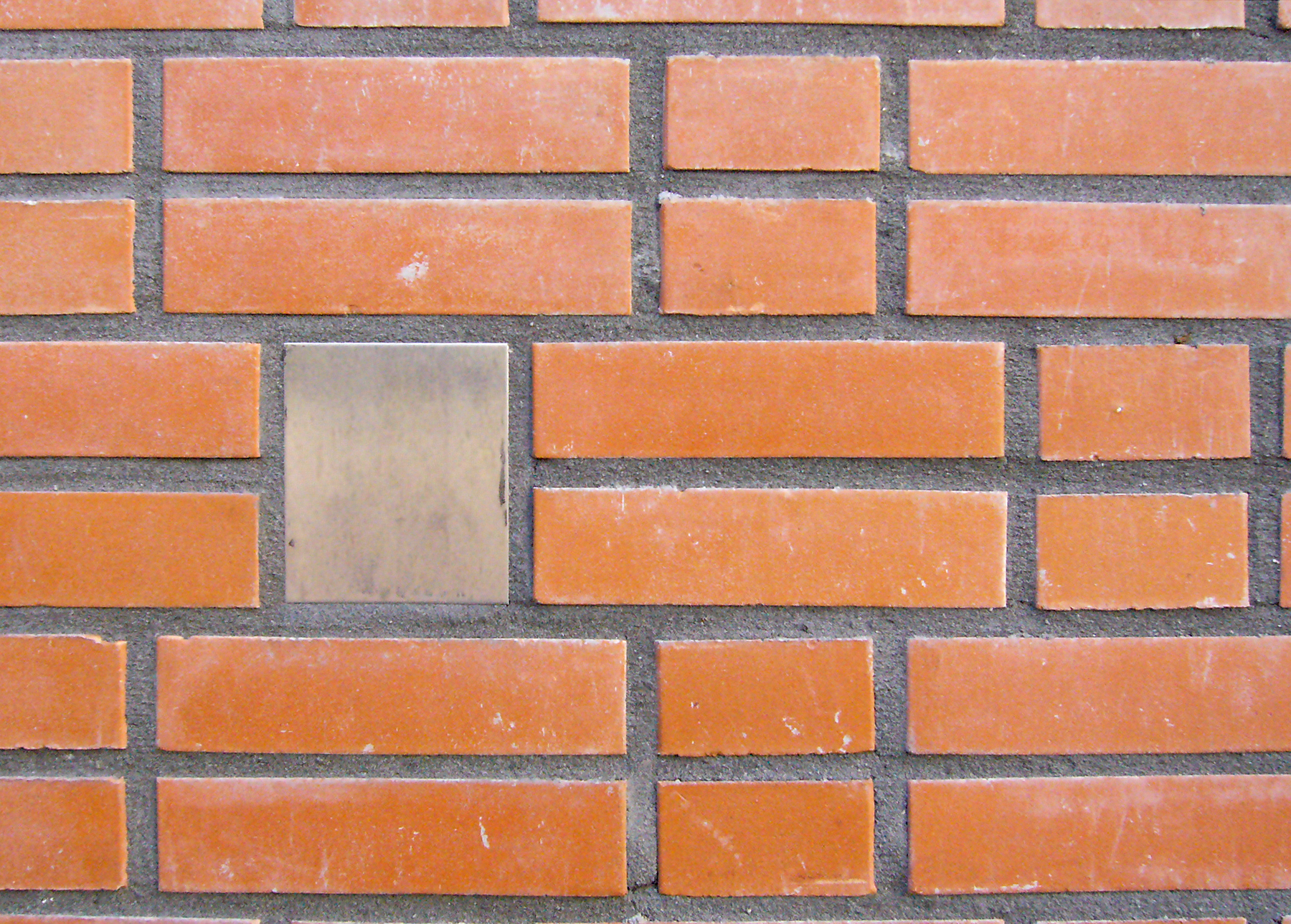
platvol
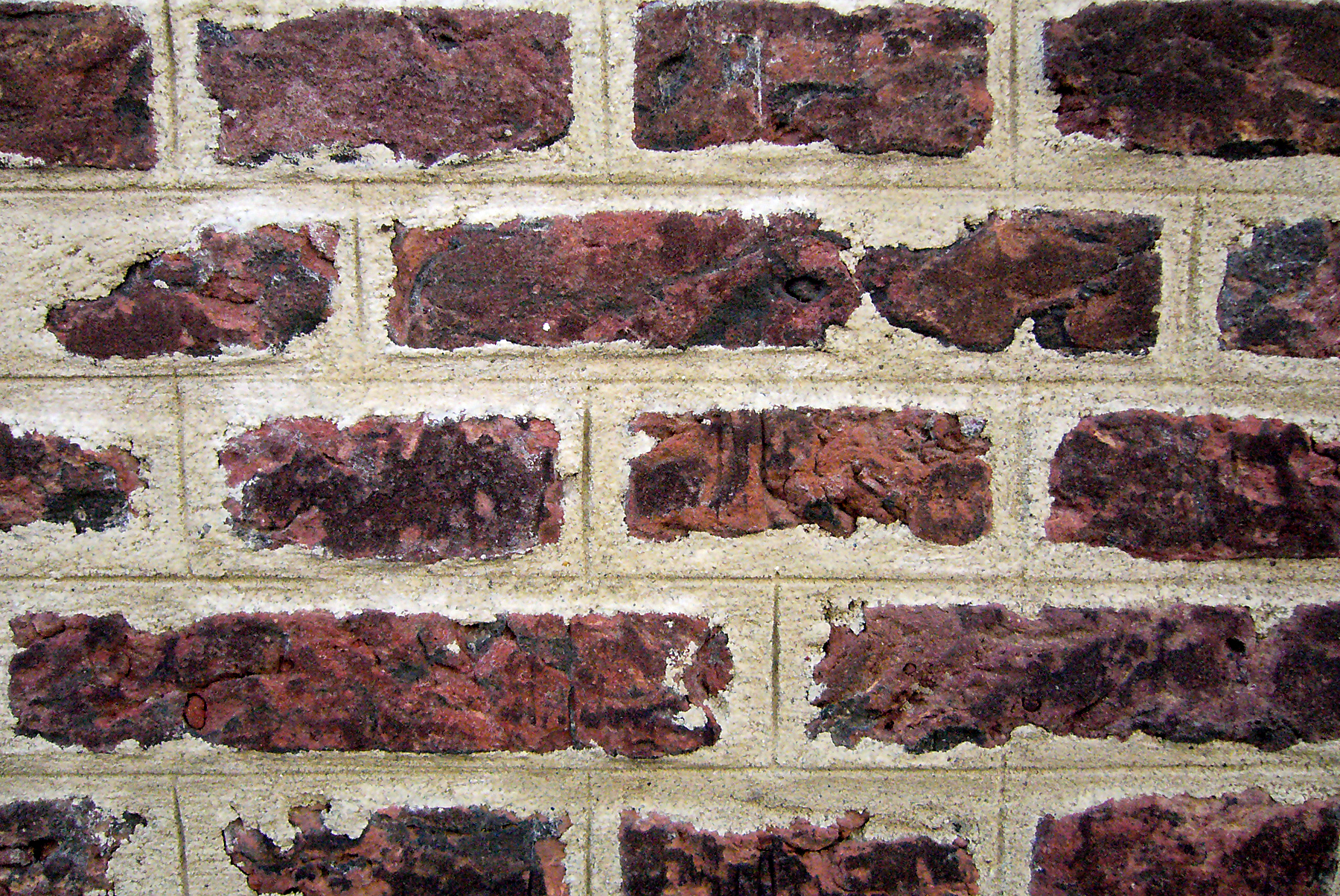
geslepen, dagvoeg of schaatvoeg